# Entrelíneas
Entrelíneas es el sexto álbum del cantante argentino Alejandro Lerner lanzado en 1990. El álbum incluye Algo de mi en tu corazón y Juntos para siempre que fue compuesta e interpretada a dúo con Carlos Mellino y fue la cortina de la exitosa serie televisiva La banda del Golden Rocket.

## Canciones
1. Algo de mí en tu corazón
2. Déjame compartir algo en tu vida
3. Juego peligroso
4. Tierra prometida
5. En positivo
6. Me dijeron
7. Jugo de tomate frío
8. Una vez, una última vez
9. Hay ruido a ruido
10. Tal vez otro día
11. Juntos para siempre (con Carlos Mellino)

- Datos: Q28001275